# Фрімен (Південна Дакота)
Фрімен (англ. Freeman) — місто (англ. city) в США, в окрузі Гатчинсон штату Південна Дакота. Населення — 1329 осіб (2020).

## Географія
Фрімен розташований за координатами 43°21′0″ пн. ш. 97°25′46″ зх. д. / 43.35000° пн. ш. 97.42944° зх. д. (43.349927, -97.429467).  За даними Бюро перепису населення США в 2010 році місто мало площу 2,88 км², уся площа — суходіл.

## Демографія
Згідно з переписом 2010 року, у місті мешкало 1306 осіб у 602 домогосподарствах у складі 320 родин. Густота населення становила 454 особи/км².  Було 672 помешкання (234/км²).
Расовий склад населення:
| - 94,3 % — білих - 1,4 % — чорних або афроамериканців - 0,8 % — корінних американців - 0,2 % — азіатів - 1,4 % — осіб інших рас |

До двох чи більше рас належало 2,0 %. Частка іспаномовних становила 5,3 % від усіх жителів.
За віковим діапазоном населення розподілялося таким чином: 22,1 % — особи молодші 18 років, 46,4 % — особи у віці 18—64 років, 31,5 % — особи у віці 65 років та старші. Медіана віку мешканця становила 48,6 року. На 100 осіб жіночої статі у місті припадало 80,1 чоловіків;  на 100 жінок у віці від 18 років та старших — 75,0 чоловіків також старших 18 років.
Середній дохід на одне домашнє господарство  становив 58 095 доларів США (медіана — 43 059), а середній дохід на одну сім'ю — 75 161 долар (медіана — 60 000). За межею бідності перебувало 10,1 % осіб, у тому числі 14,1 % дітей у віці до 18 років та 11,5 % осіб у віці 65 років та старших.
Цивільне працевлаштоване населення становило 613 осіб. Основні галузі зайнятості: освіта, охорона здоров'я та соціальна допомога — 28,4 %, виробництво — 15,8 %, роздрібна торгівля — 12,7 %, сільське господарство, лісництво, риболовля — 10,0 %.